# И вновь продолжается бой
«И вновь продолжается бой» (укр. І знову триває бій) — російськомовна радянська пісня Миколи Добронравова про жовтневий переворот 1917 року (у радянській історіографії — «Велика Жовтнева соціалістична революція»).

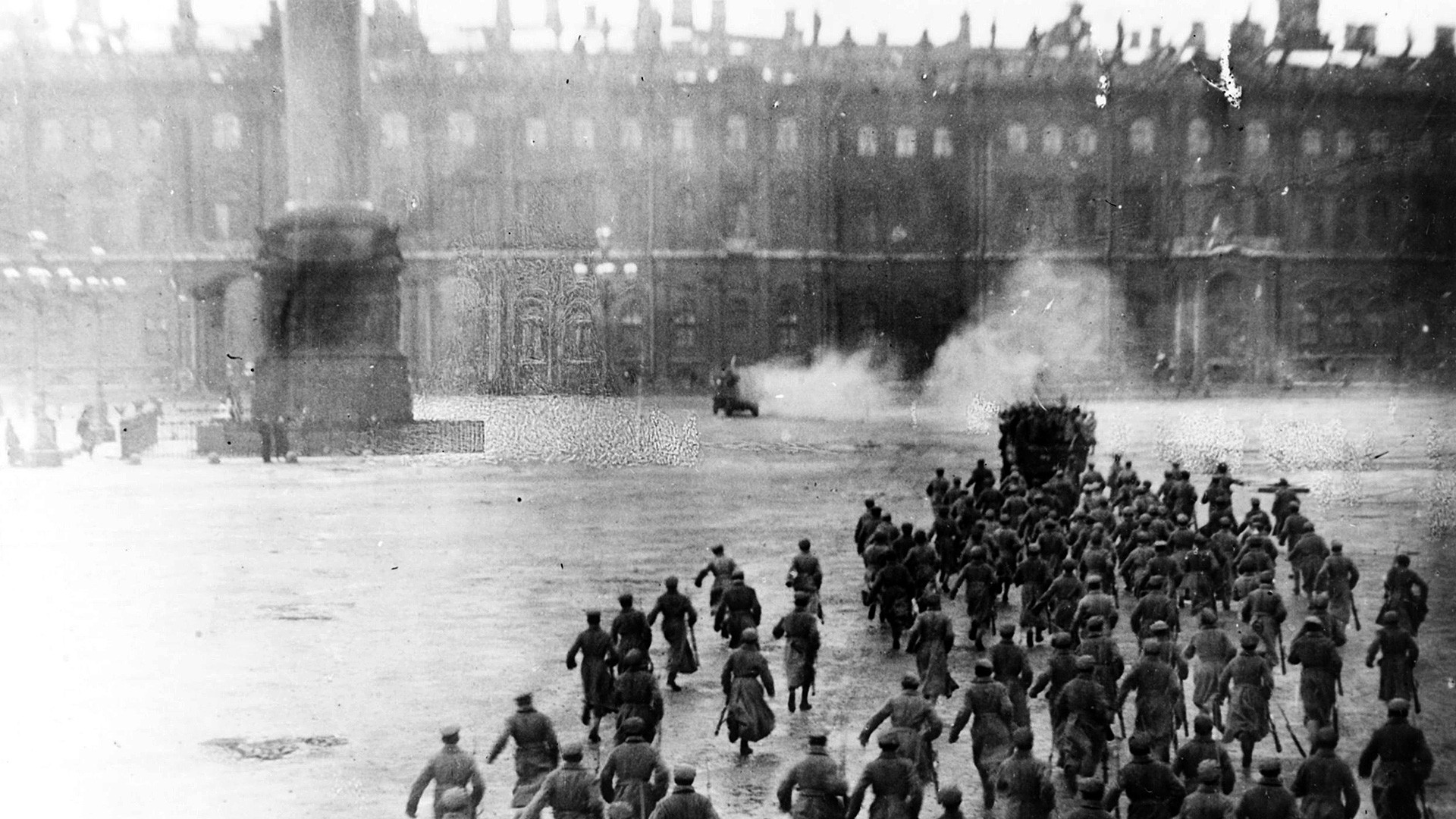
Штурм Зимового палацу (кадр з кінофільму).

Пісня була створена у 1974 році. Автором тексту є Микола Добронравов, автором музики — Олександра Пахмутова, дружина Миколи. Найбільш відомими виконавцями пісні є російські естрадні співаки Йосип Кобзон та Лев Лещенко. Пісня присвячена подіям жовтня 1917 року і сповнена життєрадісним оптимізмом щодо майбутнього СРСР та всієї комуністичної ідеї.
Лев Лещенко виконав цю пісню у фіналі конкурсу Пісня року-75.

## Приспів
І знову триває бій.

І серцю тривожно у грудях.

І Ленін — такий молодий!

І юний Жовтень попереду!

Оригінальний текст (рос.)
[
И вновь продолжается бой.

И сердцу тревожно в груди.

И Ленин — такой молодой!

И юный Октябрь впереди!

] Помилка: [undefined] Помилка: {{Lang}}: немає тексту (допомога): текст вже має курсивний шрифт (допомога)

## Кавер-версії, переспіви та пародії
Відомий російський панк-рок-гурт Гражданская оборона почав виконувати кавер-версію цієї пісні на своїх концертах 1994 року, коли його лідер Єгор Лєтов був пов'язаний з російським націонал-комуністичним рухом.
Рок-гурт Ленінград виконав свій кавер на фестивалі Чартова дюжина 2014.
Оперний співак Вадим Дубовський в ролі «співаючого далекобійника» виконав переспів під назвою «И вновь продолжается ад», в якій висміює зовнішню політику Росії під час інтервенції в Україну 2014 року. За 9 місяців від дня публікації на відеохостингу «YouTube» (пісню опубліковано 30 липня 2014 року) варіант Вадима Дубовського набрав майже 200 тисяч переглядів.